# Fényberek
Fényberek (helyi szóhasználatban gyakran Platics), szerb nevén Платичево magyarlakta település a Száva-vidéken, a Vajdaságban. Jelenleg a Szerémségi körzetben, az Árpatarló községhez tartozik.

## Demográfiai változások
| 1910 | 1948 | 1953 | 1961 | 1971 | 1981 | 1991 | 2002 |
| ---- | ---- | ---- | ---- | ---- | ---- | ---- | ---- |
| 2068 | 2378 | 2507 | 2726 | 2824 | 2812 | 2809 | 2760 |

## Etnikai összetétel
- 1910-ben 2068 lakosa közül 412 magyar (19,9%), 1065 szerb (51,5%), 527 horvát (25,%) volt
- 1991-ben 2809 lakosa közül 203 magyar (7,2%), 1734 szerb (61,7%), 549 horvát (19,5%) volt
- 2002-ben 2760 lakosából 174 magyar (6,3%), 2007 szerb (72,7%) és 361 horvát (13,1%) volt

## Nevének eredete
Magyar neve a 'föveny' jelentésű fény+berek szóösszetételből ered, ami a helység fekvésére utal (a Száva számos ága veszi körül).

## Történelem
Fényberek már a középkorban is létező település volt, eredetileg Kővályú várához tartozott. A török időkben elnéptelenedett, magyar lakossága elmenekült. Később szerbek és a XVIII. században Kliment törzsből származó katolikus albánok telepedtek meg itt. Mai magyar lakossága nem a hódoltságot túlélt nyelvszigetek maradványa, hanem XIX. századi újratelepedés eredménye. A századfordulón magyar Julián-iskola működött Fénybereken. Egyre csökkenő magyar közössége számára egyre nagyobb problémát jelent az asszimiláció és az anyanyelv elvesztése, mivel a településen magyar iskola nem működik. Kulturálisan a szomszédos Nyék (Nikinci) falu magyar egyesületéhez tartoznak.
Pravoszláv temploma barokk, miáltal katolikus templomát a II. világháború harcaiban lebombázták, ma modern stílusú.